# 克利本县 (亚拉巴马州)
克利本县（英語：Cleburne County）是位于美国亚拉巴马州东部的一个县，县治赫夫林。根据美国人口调查局2000年统计，共有人口14,123，其中白人占94.74%、非裔美国人占3.7%。